# Lamprichthys
 Lamprichthys és un gènere de peixos de la família dels pecílids i de l'ordre dels ciprinodontiformes.

## Taxonomia
- Lamprichthys tanganicanus (Boulenger, 1898)[2][3][4][5][6]